# Deborah Mailman

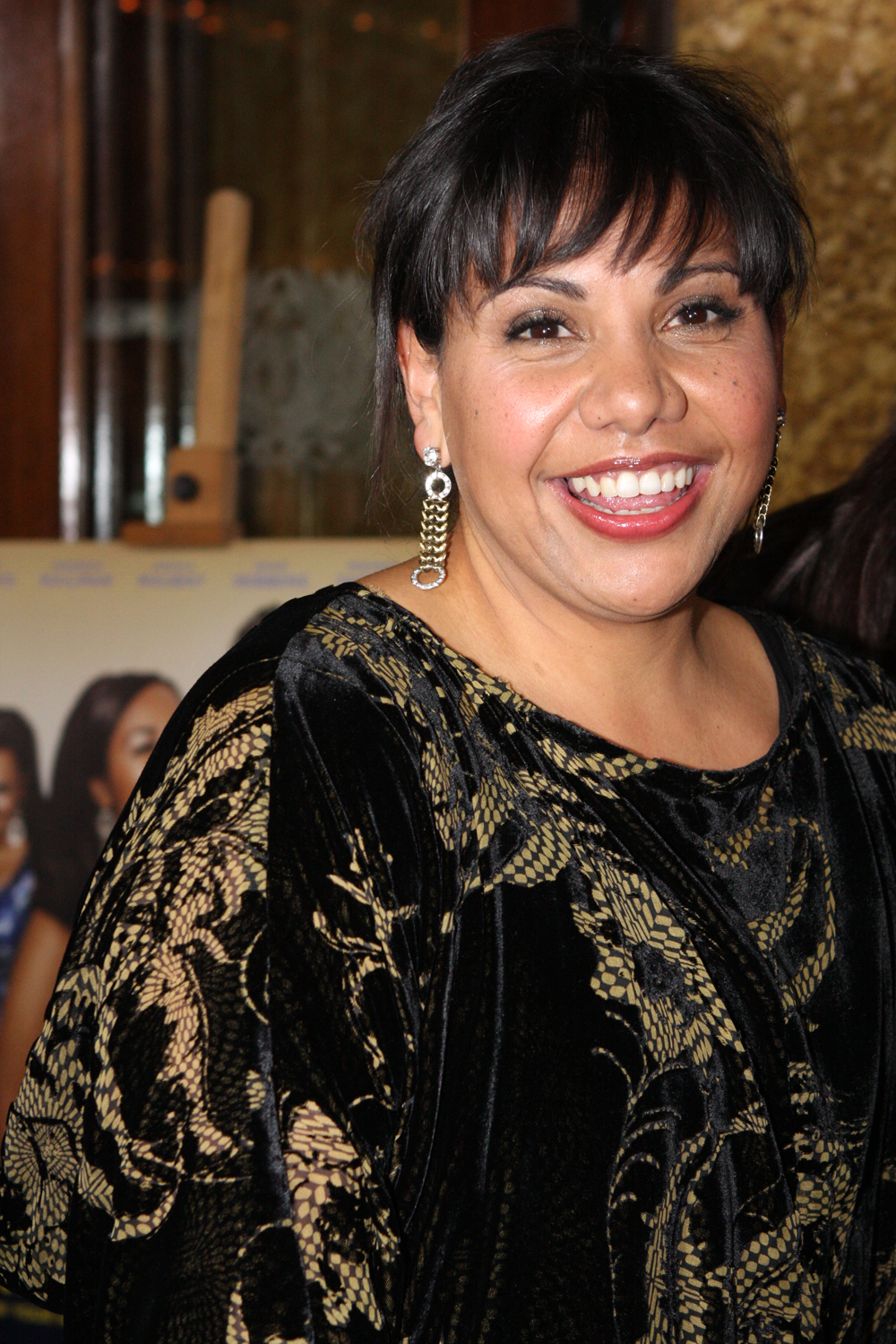
Deborah Mailman bei der australischen Premiere des Kinofilms The Sapphires im August 2012

Deborah Mailman AM (* 14. Juli 1972 in Mount Isa, North West in Queensland) ist eine australische Schauspielerin in Film, Fernsehen und Theater. Sie spielte in mehreren Kinofilmen, darunter in Paradise Trouble – Ärger im Paradies, Die Affenmaske, Long Walk Home oder The Sapphires.

## Leben und Karriere
Nach ihrem Studium an der Queensland University of Technology in Brisbane, wo sie das Fach Drama belegte, arbeitete sie vornehmlich als Schauspielerin im Theater. Sie ist Mitglied in der Theatergruppe der Aborigines, Kooemba Djarra in Brisbane, sowie Ko-Autorin des Bühnenstückes Seven Stages of Grieving. Ihre Theaterarbeit umfasst Auftritte bei der Aborigines Sydney Theatre Company (z. B. in Shakespeares Stück Ein Sommernachtstraum) oder der Produktion The Small Poppies des Sydney Belvoir Street Theatre, sowie der Tourneeproduktion von Seven Stages of Grieving.
Neben ihrer Tätigkeit beim Theater hat Deborah Mailman als Schauspielerin über 20 Film- und Fernsehrollen verkörpert. Seit Ende der 1990er Jahre spielte sie Rollen auf der Leinwand, unter anderem in Chris Cudlipps Abenteuerkomödie Paradise Trouble – Ärger im Paradies zusammen mit Bryan Brown, in Samantha Langs Thriller Die Affenmaske, in Phillip Noyce’ preisgekröntem Aborigines-Drama Long Walk Home oder in Wayne Blairs Komödie The Sapphires.
Deborah Mailman ist die erste den Aborigines zugehörige Schauspielerin, die einen Australian Film Institute Award als beste Hauptdarstellerin gewann.
Zu ihren Fernsehauftritten zählen zwischen 2005 und 2014 Auftritte in Episoden von australischen Fernsehserien, darunter: The Alice (2005), Two Twisted (2006), Rush (2009), Redfern Now (2012–2013), It’s a Date (2014) oder Black Comedy (2014). Umfangreichere Fernsehrollen spielte sie von 2001 bis 2005 als Kelly Lewis in 86 Episoden der Fernsehserie The Secret Life of Us. Von 2010 bis 2014 verkörperte sie in 49 Episoden der Fernsehserie Offspring die Rolle der Cherie Butterfield.

## Auszeichnungen (Auswahl)
- 1998: Australian Film Institute Award in der Kategorie Best Performance by an Actress in a Leading Role in dem Film Radiance
- 2009: Australian Film Institute Award in der Kategorie Best Supporting Actress in dem Film Bran Nue Dae
- 2013: Australian Film Institute Award in der Kategorie Best Lead Actress in dem Film The Sapphires
- 2017: Member des Order of Australia für ihre  Verdienste um die darstellenden Künste als Schauspielerin, als Vorbild für indigene Künstler und für die Gemeinschaft.[2]

## Filmografie (Auswahl)
Kino
- 1998: Radiance
- 1999: Paradise Trouble – Ärger im Paradies (Dear Claudia)
- 2000: The Monkey’s Mask (Verweistitel Die Affenmaske)
- 2002: Long Walk Home (Rabbit-Proof Fence)
- 2006: The Book of Revelation
- 2007: Lucky Miles
- 2009: Bran Nue Dae
- 2012: The Sapphires
- 2012: Mental
- 2014: Papierflieger (Paper Planes)
- 2015: Blinky Bill the Movie
- 2015: Oddball – Retter der Pinguine (Oddball)
- 2017: Three Summers
- 2019: Das Blubbern von Glück (H Is for Happiness)
- 2020: 2067 – Kampf um die Zukunft (2067)
- 2020: Combat Wombat (Stimme)
- 2023: The New Boy

Kurzfilm
- 2000: The Third Note

Fernsehen
- 2001: The Secret Life of Us (Fernsehfilm)
- 2001–2005: The Secret Life of Us (Fernsehserie, 86 Episoden)
- 2005: The Alice (Fernsehserie, 2 Episoden)
- 2006: Two Twisted (Fernsehserie, 1 Episode)
- 2007: Stupid Stupid Man (Fernsehserie, 1 Episode)
- 2009: Rush (Fernsehserie, 1 Episode)
- 2010–2016: Offspring (Fernsehserie, 59 Episoden)
- 2012: Mabo (Fernsehfilm)
- 2012–2013: Redfern Now (Fernsehserie, 2 Episoden)
- 2014: Redfern Now: Promise Me (Fernsehfilm)
- 2014: Jack Irish: Dead Point (Fernsehfilm)
- 2014: It’s a Date (Fernsehserie, 1 Episode)
- 2014–2016: Black Comedy (Fernsehserie, 9 Episoden)
- 2015: Redfern Now: Promise Me (Fernsehfilm)
- 2016: Cleverman (Fernsehserie, 6 Episoden)
- 2016–2018: Jack Irish (Fernsehserie, 7 Episoden)
- 2018: Mystery Road – Verschwunden im Outback (Fernsehserie, 6 Episoden)
- 2018: Bite Club (Fernsehserie, 8 Episoden)
- 2019–2023: Total Control (Fernsehserie, 18 Episoden)
- 2022: ARK: The Animated Series (Fernsehserie, 1 Episode)
- 2024: Boy Swallows Universe (Fernsehserie)